# Madre Luna
Madre Luna es una telenovela colombiana producida por  RTI Televisión  para Telemundo en el 2007 y escrita por el rey de la intriga y el suspenso colombiano Julio Jiménez. 
Protagonizada por Amparo Grisales, Gabriel Porras y Michel Brown, coprotagonizada por Ana Lucía Domínguez, Alex Sirvent y  Arap Bethke, y con las participaciones antagónicas de Saby Kamalich, Mónica Dionne, Mauricio Aspe y Paulo Quevedo.

## Sinopsis
Madre Luna relata la historia de Alejandra Aguirre (Amparo Grisales), una mujer hermosa e indomable, cuya sensualidad y fortaleza provocan fuertes pasiones y grandes intrigas. Durante años, Alejandra, quien se ha dedicado a sacar adelante a sus dos hijos, ha sufrido en silencio mientras guardaba un doloroso secreto.

Ahora, el destino le guarda una jugada que cambiará su vida: el gran amor de su vida Leonardo Cisneros (Gabriel Porras), regresa inesperadamente junto a su hijo Ángel (Michel Brown). Sin sospechar lo que hubo entre su padre y Alejandra, Ángel, pondrá sus ojos en ella nada más verla, causando un torbellino de pasiones prohibidas y poniendo en peligro el secreto que tan celosamente ella a guardado todo este tiempo.

Leonardo conoció a Alejandra durante un viaje de negocios, tres años después de haberse casado con Flavia Portillo Zapata (Mónica Dionne), una rica heredera hija de Doña Trinidad "Trini" Zapata vda. de Portillo (Saby Kamalich). Se enamoraron, pero Leonardo nunca se atrevió a confesarle a Alejandra que era un hombre casado.

Desconociendo esto, Alejandra queda embarazada. Durante un tiempo Leonardo llevó una doble vida, dos hogares: el que ocupaba con su esposa Flavia, con quien tuvo un hijo, Ángel, y por otro lado, las relaciones que mantenía con Alejandra, quien noblemente al momento de enterarse de la verdad, en vez de hundir a Leonardo en un escándalo, prefirió callar, renunciando al amor, por respeto a la esposa y al hijo que tenía con ella, y decidió alejarse de todos.

Alejandra y sus hijos viven en un terreno en las adyacencias de la hacienda de Leonardo y su esposa Flavia. Luego de un largo tiempo, la vida los coloca nuevamente frente a frente, al regresar Leonardo de un viaje. Viaje del que también regresa la sobrina de Flavia y nieta de Doña Trini, Anabel Saldaña Portillo (Ana Lucía Domínguez), una joven hermosa que también desatará el enfrentamiento de dos hermanos, Valentín (Alex Sirvent) y Demetrio (Arap Bethke), los hijos de Alejandra, quienes igualmente que Leonardo y su hijo, han puesto sus ojos en la misma mujer.

A su regreso, Leonardo debe enfrentar a Alejandra con el propósito de alejarla, junto a sus hijos, de esas tierras. Pero pasó todo lo contrario, lo único que se desató en ese encuentro fue la pasión que ambos mantenían contenida durante todos estos años de no verse.

No solo será la pasión de Leonardo la que logre desatar Alejandra, sino también la del hijo de este con Flavia, Ángel, quien al conocer a Alejandra y aun a pesar de la gran diferencia de edad, se obsesiona con ella, hasta tal punto de querer poseerla a la fuerza, desprendiendo en esta mujer la fuerza de una fiera que la hará capaz de controlar cualquier ser humano que osara abusar de ella, o de cualquiera de sus dos hijos, con tal de defenderse, tanto como mujer o como madre.

Tanto Alejandra como Anabel, son mujeres que desatan los dos nudos centrales emocionales de esta historia, en torno a los cuales van a girar todos los sentimientos de amor, odio, deseos de venganza, celos y traición que marcaran los rumbos de cada uno de los personajes que lo integran.

## Elenco
| Actor                  | Personaje                                     |
| ---------------------- | --------------------------------------------- |
| Amparo Grisales        | Alejandra Aguirre Sandoval                    |
| Ana Lucía Domínguez    | Anabel Saldaña Portillo                       |
| Gabriel Porras         | Leonardo Cisneros                             |
| Michel Brown           | Ángel Cisneros Portillo                       |
| Mónica Dionne          | Flavia Portillo Zapata de Cisneros            |
| Arap Bethke            | Demetrio Aguirre / Demetrio Cisneros Aguirre  |
| Alex Sirvent           | Valentín Aguirre / Valentín Cisneros Aguirre  |
| Saby Kamalich          | Doña Trinidad "Trini" Zapata Vda. de Portillo |
| Judy Henríquez         | Angustias García                              |
| Paulo César Quevedo    | Tirso Reinoso                                 |
| Mauricio Aspe          | Román Garrido "Veneno"                        |
| Adriana Campos         | Zulma Moreno                                  |
| Daniela Tapia          | Dulce Elena Márquez                           |
| José Saldarriaga       | Fidelio Márquez                               |
| Julio del Mar          | Ignacio Morales                               |
| Ana Beatriz Osorio     | Violeta Cordero                               |
| Sebastián Boscán       | Erasmo Casilimas                              |
| Pedro Roda             | Bebo Cantillo                                 |
| Alejandra Pinzón       | Juana López                                   |
| Mónica Pardo           | Luzmila Morales                               |
| Sandra Guzmán          | Marcela Pizarro                               |
| Gabriel González       | Rosito Bocanegra                              |
| Margarita Durán        | Berta                                         |
| Freddy Ordóñez         | Emilio Morales                                |
| Luz Stella Luengas     | Irene de Márquez                              |
| Sigifredo Vega         | Basilio Márquez                               |
| Maria Claudia Torres   | Séfora                                        |
| Maria Margarita Amado  | Verónica                                      |
| Olga Lucía Rojas       | Marieta                                       |
| Dorian Díaz            |                                               |
| Mauricio Álvarez       |                                               |
| Orlando Lamboglia      |                                               |
| María Ángela Cubillos  |                                               |
| Jairo López            |                                               |
| Orlando Bonnet         |                                               |
| María Cristina Montoya |                                               |
| Daniel Merizalde       |                                               |
| Ivette Zamora          |                                               |
| Toto Vega              |                                               |
| Nure Valbuena          |                                               |
| Antonio Puentes        |                                               |
| Richard Martínez       |                                               |
| Aída Bossa             |                                               |